# Görögország az 1992. évi téli olimpiai játékokon
Görögország a franciaországi Albertville-ben megrendezett 1992. évi téli olimpiai játékok egyik részt vevő nemzete volt. Az országot az olimpián 3 sportágban 8 sportoló képviselte, akik érmet nem szereztek.

## Alpesisí
Férfi
| Versenyző         | Versenyszám            | 1. futam      | 1. futam      | 2. futam      | 2. futam      | Összesítés | Összesítés |
| Versenyző         | Versenyszám            | Idő           | Hely.         | Idő           | Hely.         | Idő        | Helyezés   |
| ----------------- | ---------------------- | ------------- | ------------- | ------------- | ------------- | ---------- | ---------- |
| Joánisz Kaprarasz | Műlesiklás             | nem ért célba | nem ért célba | kiesett       | kiesett       | kiesett    | kiesett    |
| Joánisz Kaprarasz | Óriás-műlesiklás       | nem ért célba | nem ért célba | kiesett       | kiesett       | kiesett    | kiesett    |
| Joánisz Kaprarasz | Szuperóriás-műlesiklás |               |               |               |               | 1:26,47    | 73.        |
| Thomaí Lefúszi    | Műlesiklás             | nem ért célba | nem ért célba | kiesett       | kiesett       | kiesett    | kiesett    |
| Thomaí Lefúszi    | Óriás-műlesiklás       | 1:17,22       | 67.*          | nem ért célba | nem ért célba | kiesett    | kiesett    |
| Thomaí Lefúszi    | Szuperóriás-műlesiklás |               |               |               |               | 1:25,01    | 71.        |

Női
| Versenyző      | Versenyszám            | 1. futam      | 1. futam      | 2. futam      | 2. futam      | Összesítés | Összesítés |
| Versenyző      | Versenyszám            | Idő           | Hely.         | Idő           | Hely.         | Idő        | Helyezés   |
| -------------- | ---------------------- | ------------- | ------------- | ------------- | ------------- | ---------- | ---------- |
| Thomaí Lefúszi | Műlesiklás             | 57,16         | 37.           | nem ért célba | nem ért célba | kiesett    | kiesett    |
| Thomaí Lefúszi | Óriás-műlesiklás       | nem ért célba | nem ért célba | kiesett       | kiesett       | kiesett    | kiesett    |
| Thomaí Lefúszi | Szuperóriás-műlesiklás |               |               |               |               | 1:37,61    | 42.        |

* - egy másik versenyzővel azonos eredményt ért el

## Biatlon
Férfi
| Versenyző                          | Versenyszám  | Lövőhiba | Időeredmény | Helyezés |
| ---------------------------------- | ------------ | -------- | ----------- | -------- |
| Nikólaosz „Níkosz” Anasztaszíadisz | 20 km egyéni | 7        | 1:25:45,5   | 92.      |
| Athanásziosz „Thanászisz” Cakírisz | 10 km sprint | 3        | 30:39,3     | 79.      |
| Athanásziosz „Thanászisz” Cakírisz | 20 km egyéni | 2        | 1:02:37,2   | 42.      |

## Sífutás
Férfi
| Versenyző                                                                                                   | Versenyszám         | Eredmény      | Helyezés      |
| --- | ------------------- | ------------- | ------------- |
| Nikólaosz „Níkosz” Anasztaszíadisz                                                                          | 10 km               | 37:26,5       | 99.           |
| Nikólaosz „Níkosz” Anasztaszíadisz                                                                          | 15 km üldözőverseny | 54:36,2       | 82.           |
| Nikólaosz „Níkosz” Anasztaszíadisz                                                                          | 30 km               | nem ért célba | nem ért célba |
| Joánisz Mitrulasz                                                                                           | 10 km               | 35:25,4       | 84.           |
| Joánisz Mitrulasz                                                                                           | 30 km               | 1:42:50,5     | 74.           |
| Dimítriosz Curekasz                                                                                         | 10 km               | 37:15,6       | 98.           |
| Dimítriosz Curekasz                                                                                         | 15 km üldözőverseny | 58:23,9       | 91.           |
| Dimítriosz Curekasz                                                                                         | 30 km               | 1:43:41,9     | 76.           |
| Timoleon Curekasz                                                                                           | 10 km               | 36:26,9       | 91.           |
| Timoleon Curekasz                                                                                           | 15 km üldözőverseny | 56:04,6       | 88.           |
| Dimítriosz Curekasz Timoleon Curekasz Nikólaosz „Níkosz” Anasztaszíadisz Athanásziosz „Thanászisz” Cakírisz | 4 × 10 km váltó     | 2:05:46,4     | 16.           |